# کوه آیری‌بابا
کوه آیری‌بابا (انگلیسی: Aýrybaba) یک کوه در آسیای مرکزی است. کوه ایربابا با ارتفاع ۳٬۱۳۸ متر (۱۰٬۲۹۵ فوت) بالاترین کوه در ترکمنستان است. محل این کوه در ناحیه کویتن‌داغ از زنجیره کوهستانی پامیر-آلای در جنوب شرقی ترکمنستان در مرز ازبکستان واقع شده‌است.
نام رسمی این کوه از سال ۲۰۰۴ «بلندی صفرمراد ترکمن‌باشی بزرگ» (به ترکمنی: Beýik Saparmyrat Türkmenbaşy belentligi) تعیین شده است.